# Ökölvívás az 1980. évi nyári olimpiai játékokon
Az 1980. évi nyári olimpiai játékokon az ökölvívásban 11 súlycsoportban avattak olimpiai bajnokot. A küzdelmek egyenes kieséses rendszerben zajlottak, és mindkét elődöntő vesztese bronzérmet kapott. A legtechnikásabb ökölvívónak kiosztott Val Barker-díjat az olasz Patrizio Oliva kapta.

## Éremtáblázat
(Magyarország és a rendező ország csapata eltérő háttérszínnel, az egyes számoszlopok legmagasabb értéke illetve értékei vastagítással kiemelve.)
| Az 1980. évi nyári olimpiai játékok éremtáblázata ökölvívásban | Az 1980. évi nyári olimpiai játékok éremtáblázata ökölvívásban | Az 1980. évi nyári olimpiai játékok éremtáblázata ökölvívásban | Az 1980. évi nyári olimpiai játékok éremtáblázata ökölvívásban | Az 1980. évi nyári olimpiai játékok éremtáblázata ökölvívásban | Olimpia  |
| -------------------------------------------------------------- | -------------------------------------------------------------- | -------------------------------------------------------------- | -------------------------------------------------------------- | -------------------------------------------------------------- | -------- |
|                                                                | Ország                                                         | Arany                                                          | Ezüst                                                          | Bronz                                                          | Összesen |
| 1.                                                             | Kuba (CUB)                                                     | 6                                                              | 2                                                              | 2                                                              | 10       |
| 2.                                                             | Szovjetunió (URS)                                              | 1                                                              | 6                                                              | 1                                                              | 8        |
| 3.                                                             | NDK (GDR)                                                      | 1                                                              | 0                                                              | 5                                                              | 6        |
| 4.                                                             | Bulgária (BUL)                                                 | 1                                                              | 0                                                              | 1                                                              | 2        |
| 5.                                                             | Olaszország (ITA)                                              | 1                                                              | 0                                                              | 0                                                              | 1        |
| 5.                                                             | Jugoszlávia (YUG)                                              | 1                                                              | 0                                                              | 0                                                              | 1        |
|                                                                |                                                                |                                                                |                                                                |                                                                |          |
| 7.                                                             | Lengyelország (POL)                                            | 0                                                              | 1                                                              | 4                                                              | 5        |
| 8.                                                             | Uganda (UGA)                                                   | 0                                                              | 1                                                              | 0                                                              | 1        |
| 8.                                                             | Venezuela (VEN)                                                | 0                                                              | 1                                                              | 0                                                              | 1        |
|                                                                |                                                                |                                                                |                                                                |                                                                |          |
| 10.                                                            | Magyarország (HUN)                                             | 0                                                              | 0                                                              | 2                                                              | 2        |
| 10.                                                            | Románia (ROU)                                                  | 0                                                              | 0                                                              | 2                                                              | 2        |
| 11.                                                            | Csehszlovákia (TCH)                                            | 0                                                              | 0                                                              | 1                                                              | 1        |
| 11.                                                            | Nagy-Britannia (GBR)                                           | 0                                                              | 0                                                              | 1                                                              | 1        |
| 11.                                                            | Guyana (GUY)                                                   | 0                                                              | 0                                                              | 1                                                              | 1        |
| 11.                                                            | Írország (IRL)                                                 | 0                                                              | 0                                                              | 1                                                              | 1        |
| 11.                                                            | Észak-Korea (PRK)                                              | 0                                                              | 0                                                              | 1                                                              | 1        |
|                                                                |                                                                |                                                                |                                                                |                                                                |          |
| Összesen                                                       | Összesen                                                       | 12                                                             | 12                                                             | 24                                                             | 48       |

## Érmesek
| Az 1980. évi nyári olimpiai játékok érmesei ökölvívásban |                                    |                                          |                                               |
| Versenyszám                                              | Arany                              | Ezüst                                    | Bronz                                         |
| Nehézsúly                                                | Teófilo Stevenson · Kuba (CUB)     | Pjotr Zajev · Szovjetunió (URS)          | Lévai István · Magyarország (HUN)             |
| Nehézsúly                                                | Teófilo Stevenson · Kuba (CUB)     | Pjotr Zajev · Szovjetunió (URS)          | Jürgen Fanghänel · NDK (GDR)                  |
| Félnehézsúly                                             | Slobodan Kačar · Jugoszlávia (YUG) | Paweł Skrzecz · Lengyelország (POL)      | Herbert Bauch · NDK (GDR)                     |
| Félnehézsúly                                             | Slobodan Kačar · Jugoszlávia (YUG) | Paweł Skrzecz · Lengyelország (POL)      | Ricardo Rojas · Kuba (CUB)                    |
| Középsúly                                                | José Gómez · Kuba (CUB)            | Viktor Szavcsenko · Szovjetunió (URS)    | Valentin Silaghi · Románia (ROU)              |
| Középsúly                                                | José Gómez · Kuba (CUB)            | Viktor Szavcsenko · Szovjetunió (URS)    | Jerzy Rybicki · Lengyelország (POL)           |
| Nagyváltósúly                                            | Armando Martínez · Kuba (CUB)      | Alekszandr Koskin · Szovjetunió (URS)    | Ján Franek · Csehszlovákia (TCH)              |
| Nagyváltósúly                                            | Armando Martínez · Kuba (CUB)      | Alekszandr Koskin · Szovjetunió (URS)    | Detlef Kästner · NDK (GDR)                    |
| Váltósúly                                                | Andrés Aldama · Kuba (CUB)         | John Mugabi · Uganda (UGA)               | Karl-Heinz Krüger · NDK (GDR)                 |
| Váltósúly                                                | Andrés Aldama · Kuba (CUB)         | John Mugabi · Uganda (UGA)               | Kazimierz Szczerba · Lengyelország (POL)      |
| Kisváltósúly                                             | Patrizio Oliva · Olaszország (ITA) | Szerik Konakbajev · Szovjetunió (URS)    | Tony Willis · Nagy-Britannia (GBR)            |
| Kisváltósúly                                             | Patrizio Oliva · Olaszország (ITA) | Szerik Konakbajev · Szovjetunió (URS)    | José Aguilar · Kuba (CUB)                     |
| Könnyűsúly                                               | Ángel Herrera · Kuba (CUB)         | Viktor Gyemjanyenko · Szovjetunió (URS)  | Kazimierz Adach · Lengyelország (POL)         |
| Könnyűsúly                                               | Ángel Herrera · Kuba (CUB)         | Viktor Gyemjanyenko · Szovjetunió (URS)  | Richard Nowakowski · NDK (GDR)                |
| Pehelysúly                                               | Rudi Fink · NDK (GDR)              | Adolfo Horta · Kuba (CUB)                | Viktor Ribakov · Szovjetunió (URS)            |
| Pehelysúly                                               | Rudi Fink · NDK (GDR)              | Adolfo Horta · Kuba (CUB)                | Krzysztof Kosedowski · Lengyelország (POL)    |
| Harmatsúly                                               | Juan Hernández · Kuba (CUB)        | Bernardo Piñango · Venezuela (VEN)       | Michael Anthony · Guyana (GUY)                |
| Harmatsúly                                               | Juan Hernández · Kuba (CUB)        | Bernardo Piñango · Venezuela (VEN)       | Dumitru Cipere · Románia (ROU)                |
| Légsúly                                                  | Petar Leszov · Bulgária (BUL)      | Viktor Mirosnicsenko · Szovjetunió (URS) | Hugh Russell · Írország (IRL)                 |
| Légsúly                                                  | Petar Leszov · Bulgária (BUL)      | Viktor Mirosnicsenko · Szovjetunió (URS) | Váradi János · Magyarország (HUN)             |
| Papírsúly                                                | Samil Szabirov · Szovjetunió (URS) | Hipólito Ramos · Kuba (CUB)              | Ri Bjonguk (Ri Byeong-uk) · Észak-Korea (PRK) |
| Papírsúly                                                | Samil Szabirov · Szovjetunió (URS) | Hipólito Ramos · Kuba (CUB)              | Iszmail Musztafov · Bulgária (BUL)            |

## Magyar szereplés
- Lévai István  bronzérmet szerzett nehézsúlyban.
- Váradi János  bronzérmet szerzett légsúlyban.